# Adolf Fiala
Adolf Fiala (18. února 1909 Neratovice – 18. ledna 1985) byl český fotbalista, československý reprezentant.

## Fotbalová kariéra
Za československou reprezentaci odehrál 1 utkání (přátelský zápas s Maďarskem roku 1936). Šestinásobný mistr Československa, a to v letech 1929, 1930, 1933, 1934, 1935 a 1937, vždy se Slávií Praha. V československé lize nastoupil v 83 utkáních a dal 2 góly. Ve Středoevropském poháru nastoupil ve 14 utkáních a dal 1 gól.

## Ligová bilance
| Ročník                      | Zápasy | Góly | Klub            |
| --------------------------- | ------ | ---- | --------------- |
| Středočeská 1. liga 1928/29 | -      | 0    | SK Slavia Praha |
| 1. asociační liga 1929/30   | -      | 0    | SK Slavia Praha |
| 1. asociační liga 1931/32   | -      | 1    | SK Slavia Praha |
| 1. asociační liga 1932/33   | -      | 0    | SK Slavia Praha |
| 1. asociační liga 1933/34   | -      | 0    | SK Slavia Praha |
| Státní liga 1934/35         | -      | 0    | SK Slavia Praha |
| Státní liga 1935/36         | -      | 0    | SK Slavia Praha |
| Státní liga 1936/37         | -      | 0    | SK Slavia Praha |
| Státní liga 1937/38         | -      | -    | SK Kladno       |
| CELKEM                      | 83     | 2    |                 |

## Trenérská kariéra
V roce 1950 trénoval v lize tým Slovena Žilina.